# Religion ist Privatsache
Die Initiative Religion ist Privatsache (RIP) ist ein im Jahr 2010 gegründeter laizistischer Verein mit Sitz in Wien. Die nach eigener Darstellung „Initiative zur Entflechtung von Staat und Religion“ wurde ab dem 21. Juni 2011 vom Physiker Heinz Oberhummer geleitet.

## Arbeitsweise, Aktivitäten
Als Hauptmerkmal der Vereinsaktivität gelten Anzeigen, Beschwerden und Rechtsmittel.
Zu den Aktionen der Initiative zählen:
- die Unterstützung einer Klage gegen Kreuze und religiöse Erziehung in öffentlichen Kindergärten in Niederösterreich,[1] Die Klage erhielt Unterstützung durch Daniela Musiol von den Grünen[2] und scheiterte vor Gericht.[3]

- die Beschwerde gegen den Österreichischen Rundfunk wegen einer angeblich versuchten pro-christlichen Sprachregelung in Zusammenhang mit der Berichterstattung zu den Anschlägen in Norwegen 2011. Nach Etappensiegen vor der KommAustria und dem Bundeskommunikationssenat scheiterte man vorm Verfassungsgerichtshof.[4]

- der erfolglose Versuch, 2011 die Sanierung des Wiener Papstkreuzes durch Erstattung einer Anzeige wegen angeblicher fehlender Baugenehmigung zu verhindern.[5][6]

- der von den Jungen Liberalen Österreich unterstützte Versuch, die steuerliche Absetzbarkeit des Kirchenbeitrags abzuschaffen.[7] Der Verfassungsgerichtshof entschied zweimal über die Sache und bestätigte jeweils die Zulässigkeit der Absetzbarkeit.[4]

- der Versuch, eine Entkopplung des Ethikunterrichtes vom Religionsunterricht durchzusetzen. Der Verein koordiniert dafür die Plattform Ethik für ALLE, die von Gerhard Streminger, dem Grünen Nationalratsabgeordnete Harald Walser, der Homosexuellen Initiative (HOSI) Wien, der SPÖ-Abgeordneten Elisabeth Blanik, den Österreichischen Kinderfreunden und der Aktion Kritischer Schülerinnen und Schüler unterstützt wird.[8] Die Initiative scheiterte am Widerstand der ÖVP und an fehlenden Haushaltsmitteln.[9]

- der im Jänner 2014 aufgrund des gesetzlichen Verbots der Sterbehilfe polizeilich untersagte Versuch der Gründung des Vereins „Letzte Hilfe – Verein für selbstbestimmtes Sterben“.[4]

Gernot Bauer stellte dazu im Nachrichtenmagazin profil fest, dass RIP bei seinem juristischen „Kreuzzug gegen Behörden, Ämter und Gerichte … Serienniederlagen“ erleiden musste, der Verein agiere an der „Grenze zur Querulanz“.
RIP ist einer der Trägervereine des österreichischen Zentralrats der Konfessionsfreien.